# Froilán Pinilla
Froilán Pinilla (La Paz, Bolivia; 1900?) fue un polifacético personaje boliviano de los años 20 y 30 del siglo XX. 

## Biografía
Froilán Pinilla fue un personaje muy importante de la historia de Bolivia entre las décadas 20 y 30 del siglo XX.
Se destacó en muchos ámbitos deportivos y culturales, sobresaliendo en todos.

### Carrera deportiva
Pinilla fue un gran deportista dedicándose a varios deportes con éxito.
Así, fue boxeador llegando a ser varias veces Campeón de La Paz y llegando a representar a Bolivia en algunos combates internacionales. También se destacó como un gran jinete, pero sobre todo fue una gran estrella del fútbol.
Comenzó su carrera como futbolista jugando para el recientemente fundado Universitario de La Paz (1922), equipo compuesto por los estudiantes de la Universidad Mayor de San Andrés y que jugaba el Clásico del fútbol boliviano frente a The Strongest. 
Sus cualidades lo convirtieron rápidamente en Capitán del equipo Universitario con el cual obtuvo los SubCampeonatos de 1922, 1923, 1924 y 1925.
En 1927 ficha por el Club The Strongest equipo con el que jugará los siguientes 10 años hasta su retiro del fútbol.
Ese mismo año es convocado a la Selección de fútbol de Bolivia que participó en el Campeonato Sudamericano 1927 en Perú donde hizo su debut como internacional el 6 de noviembre en un partido jugado frente a la Selección de Uruguay.
En 1930 es ya titular indiscutible en el primer equipo de The Strongest y juega el partido inaugural del Estadio Hernando Siles frente a su antiguo equipo, el Universitario al que vence por 4 a 1. Meses después, en el Torneo de 1ª División de la LPFA, The Strongest se consagra Campeón Invicto y con la Valla invicta.
En 1932 estalla la Guerra del Chaco y el Club The Strongest suspende su participación en el Torneo de la LPFA. Pinilla marcha al frente con el resto de sus compañeros de equipo, participando con ellos en las principales batallas de esta contienda, incluyendo la famosa Batalla de Cañada Strongest después de la cual fue condecorado. Durante la Guerra, es parte del equipo de fútbol conformado por los jugadores de The Strongest que varias veces fue repatriado para jugar partidos de exhibición con el objetivo de recaudar fondos para el esfuerzo de Guerra, y también jugó con ellos el Último Partido, una famoso encuentro de fútbol que jugaron frente a los miembros de la Fraternidad The Strongest de Tupiza pocos días antes de Cañada Strongest en el mismo Chaco Boreal.
En 1935 regresa a Bolivia convertido en héroe de Guerra, y ese mismo año se consagra Campeón con The Strongest del Torneo de 1ª División de la LPFA de 1935.
Se retiró de la práctica del fútbol en 1937.
En 1938 asumió la dirección técnica de The Strongest con quién se consagró Campeón Invicto del Torneo de 1ª División de la LPFA. También se dedicó al arbitraje y fue parte de las sucesivas mesas directivas del Club The Strongest en diferentes cargos.

## Clubes
| Club                    | País    | Año         |
| ----------------------- | ------- | ----------- |
| Universitario de La Paz | Bolivia | 1922 - 1928 |
| Club The Strongest      | Bolivia | 1929 - 1937 |

## Palmarés

### Como jugador
| Torneo                | Club          | País    | Año  |
| --------------------- | ------------- | ------- | ---- |
| Campeonato de la LPFA | The Strongest | Bolivia | 1930 |
| Campeonato de la LPFA | The Strongest | Bolivia | 1935 |

### Como entrenador
| Torneo                | Club          | País    | Año  |
| --------------------- | ------------- | ------- | ---- |
| Campeonato de la LPFA | The Strongest | Bolivia | 1938 |

## Selección nacional
| Competición             | País  | Resultado | Año  |
| ----------------------- | ----- | --------- | ---- |
| Campeonato Sudamericano | Chile | 1ª fase   | 1926 |
| Campeonato Sudamericano | Perú  | 1ª fase   | 1927 |

## Contribuciones culturales
Pinilla fue Boy Scout, Maestro de equitación, Profesor de educación física y además un gran pianista que tocó durante muchos años en el Salón del Gran Hotel Torino de la ciudad de La Paz. 
Otra de sus cualidades fue la poesía, siendo sus poemas muy conocidos. Entre sus obras más destacadas están las letras de los himnos de varias de las instituciones más importantes de La Paz como el del Club Universitario de La Paz, el del Colegio Nacional Ayacucho, el del Colegio Nacional Germán Busch, el del Colegio Lourdes,el lema Oh linda La Paz y en especial la letra del Himno del Club The Strongest, titulada en un principio como Beso de Amor y que unida a la música del genial compositor Adrián Patiño fue estrenada el 8 de abril de 1936 durante los festejos del XXVIII aniversario del Club.
También se dedicó a la política durante los años del Nacionalismo Revolucionario que encumbraron a Germán Busch Becerra y David Toro a la presidencia de la República entre los años 1936 y 1939 y luego el ascenso del Movimiento Nacionalista Revolucionario en los años 40 y 50.